# مارسل دوبه
مارسل دویه (به انگلیسی: Marcel Dube) (زاده ۳ ژانویهٔ ۱۹۳۰ - درگذشته ۷ آوریل ۲۰۱۶) نمایش‌نامه‌نویس کانادایی بود. او در نمایش‌نامههایش فرهنگ شهر کبک را منعکس کرده‌است.

## آثار
- ناحیه
- یک سرباز ساده
- یکشنبه‌های زیبا
- صبحی مثل بقیه
- فلورانس